# Hội quái hộp
Hội quái hộp (tiếng Anh: The Boxtrolls) là phim stop-motion 3D Mỹ 2014 dựa trên tiểu thuyết Here Be Monsters! của Alan Snow. Được sản xuất bởi Laika, đạo diễn là Graham Annable và Anthony Stacchi. Phim có sự tham gia của Isaac Hempstead-Wright, Ben Kingsley, Elle Fanning, Toni Collette, Jared Harris, Simon Pegg, Nick Frost, Richard Ayoade và Tracy Morgan. Phim được phát hành vào ngày 26 tháng 9 năm 2014 bởi Focus Features. Phim đã thu về $109.3 triệu từ kinh phí sản xuất $60 triệu.